# Иван Замбин
Иван Атанасович Замбин (1775 – 1808) е български търговец и първият български дипломат. Иван Замбин е потомък на знатен врачански род, той знае и ползва руски, гръцки, турски и влашки език.

## Мисия в Русия
През 1804 г. български първенци от северозападните български земи изпращат Иван Замбин и Атанас Некович от Тетевен (който след опожаряването му от кърджалиите се преселва във Враца през 1800 г.) на дипломатическа мисия в Петербург. Те минават през Влашко и в Букурещ се срещат със Софроний Врачански. Първоначално българските пратеници не са приети официално, тъй като нямали съответните пълномощия. Те осъществяват среща с ген. М. Милорадович, като описват тежкото положение на българите под османско владичество. По-късно Атанас Некович се връща в Букурещ и с помощта на Софроний Врачански подготвя необходимото пълномощно за Замбин. Именно Софроний, на 10 януари 1808 г. изпраща от Букурещ пълномощно на българския представител в Петербург и се обръща към министъра на външните работи на Русия, за да потвърди, че Иван Замбин и Атанас Некович „са избрани от всеобщия съвет на нашия род за общонародна полза и толкова трудности понесоха и жертвуваха живота си в опасни случаи, за да намерят средства за спасението на своето отечество“. На 26 февруари 1808 г. Замбин представя в Министерството на външните работи на Русия „верующо писмо“ подписано от Софроний Врачански, според което, той може да действа пред официалните руски власти „от името на всичките му съотечественици“ и „грамоти за общополезни работи“, докладвани лично на руския император. Чрез депозирана молба до руския император те поискват покровителството му над българите. В посланията на Софроний и на Иван Замбин до руските управляващи кръгове се разкрива бедственото положение на българите под османско владичество и единствената им морална опора – надеждата, че една победоносна за русите война ще ги постави под руско покровителство. Общославянското единство е най-ефектната инициатива в политическо отношение, която поставя под въпрос продължителността на османското господство на Балканите. Като естествен резултат от общата борба българските политически дейци в Букурещ виждат образуването на една могъща славянска държава посредством присъединяването на балканските области на Османската империя към територията на Русия. Дипломатическата мисия „Замбин-Некович“ е първият опит да се спечели Русия в полза на българската освободителна кауза. През октомври 1808 г. след тежко боледуване Иван Замбин умира в Петербург. Остават неговите думи:
| „ | Този враг не само разорява селищата на всички наши земляци в България, Романия [Тракия] и Македония, но и тирански изтребва жителите на тази страна. Така изгарят събрани в една сграда немалък брой младенци, на жените режат зърната на гърдите и пръстите, мъжете измъчват, като обвиват телата им с нагорещени вериги. На такива мъчения ги подлагат, такъв бяс ги хваща и избиват хората не заради нещо друго, а само от ненавист към славяноруската [т.е. православната] църква. Това е истинската причина, която ги кара да вдигат разни бунтове, да се отдават на грабежи, насилие и тиранство, като по такъв начин принуждават [християните] да сменят религията си и така завинаги да утвърдят безопасността на османската порта. | “ |